# 新宿御苑トンネル
新宿御苑トンネル（しんじゅくぎょえんトンネル）は、東京都新宿区四谷4丁目交差点と東京都新宿区新宿4丁目交差点とを結ぶ、国道20号（甲州街道）のトンネル。

## 概要

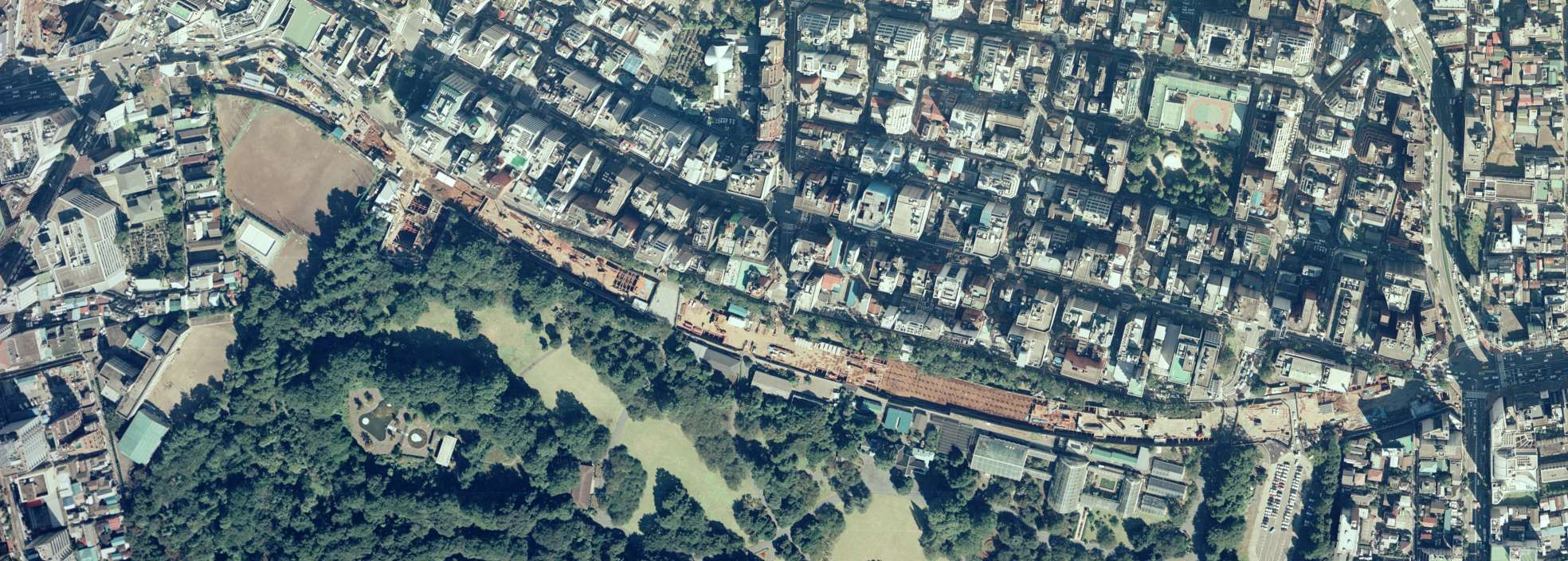
建設中の新宿御苑トンネル。1989年10月20日。。

1987年起工、1991年（平成3年）12月21日開通。トンネル部分の全長約840メートル、幅は22.5メートルであり、隣接部区間を含めて1,150メートル、総事業費150億円の事業となった。自然保護のため、新宿御苑の地下を通る形式が採用された。軽車両、原動機付自転車は通行禁止である。
なお、トンネル開通に伴い、1993年（平成5年）4月1日に四谷4丁目交差点 - （新宿通り） - 新宿3丁目交差点 - （明治通り） - 新宿4丁目交差点が国道20号の指定を外れた。

## 接続する道路
- 四谷4丁目交差点
  - 新宿通り（国道20号、新宿区道）
  - 外苑西通り（東京都道418号北品川四谷線・東京都道430号新宿停車場前線重用）
- 新宿4丁目交差点
  - 明治通り（東京都道305号芝新宿王子線）